# Championnats du monde de voile 2005
Navigation
Édition précédente Édition suivante
Cette page rapporte les résultats de la voile aux Championnats du monde de voile 2005.
 

## Épreuves au programme
Dix épreuves de voile sont au programme de ces Championnats du monde de voile : 
- Laser standard (hommes) Fortaleza,  Brésil, 28 septembre 2005
- Laser radial (femmes) Fortaleza,  Brésil, 9 décembre 2005
- 470 Hommes (2 équipiers) San Francisco,  États-Unis, 28 août 2005
- 470 Femmes (2 équipières) San Francisco,  États-Unis, 28 août 2005
- 29er (2 équipiers) Melbourne,  Australie,du 2 au 9 janvier 2005 :
- 49er (2 équipiers) Melbourne,  Australie, 9 janvier 2005 :
- Star (2 équipiers) Puerto de Olivos,  Argentine, 18 février 2005 :
- Finn (1 équipier) Moscou,  Russie, 18 septembre 2005 :
- Tornado (2 équipiers) La Rochelle,  France, 18 juin 2005 :
- Yngling (3 équipières) Mondsee,  Autriche, 22 juillet 2005 :

## Règles
Pour obtenir le score final, on additionne les places obtenues à chaque course, hormis celle où le classement a été le moins bon. Le vainqueur est celui qui a le plus petit nombre de points.

## Tableau des médailles pour la voile
| Rang | Pays             | Médaille d'or | Médaille d'argent | Médaille de bronze | Total |
| ---- | ---------------- | ------------- | ----------------- | ------------------ | ----- |
| 1    | États-Unis       | 2             | 0                 | 2                  | 4     |
| 2    | Royaume-Uni      | 1             | 4                 | 1                  | 6     |
| 3    | France           | 1             | 1                 | 3                  | 5     |
| 4    | Australie        | 1             | 1                 | 0                  | 2     |
| 5    | Pays-Bas         | 1             | 0                 | 0                  | 1     |
| 5    | Espagne          | 1             | 0                 | 0                  | 1     |
| 5    | Brésil           | 1             | 0                 | 0                  | 1     |
| 8    | Nouvelle-Zélande | 0             | 1                 | 1                  | 2     |
| 9    | Grèce            | 0             | 1                 | 0                  | 1     |
| 9    | Argentine        | 0             | 1                 | 0                  | 1     |
| 11   | Italie           | 0             | 0                 | 2                  | 2     |
| 12   | Canada           | 0             | 0                 | 1                  | 1     |
| 12   | Russie           | 0             | 0                 | 1                  | 1     |

## Résultats
| Épreuves            | Or                                                 | Argent                                                     | Bronze                                                  |
| ------------------- | -------------------------------------------------- | ---------------------------------------------------------- | ------------------------------------------------------- |
| Laser hommes        | Robert Scheidt Brésil                              | Diego Emilio Romero Argentine                              | Andrew Murdoch Nouvelle-Zélande                         |
| Laser Radial femmes | Paige Railey États-Unis                            | Sophie De Turckheim France                                 | Anna Tunnicliffe États-Unis                             |
| 470 hommes          | Nathan Wilmot & Malcolm Page Australie             | Nick Rogers & Joe Glanfield Royaume-Uni                    | Gildas Philippe & Nicolas Le Berre France               |
| 470 femmes          | Marcelien de Koning & Lobke Berkhout Pays-Bas      | Bassadone, Clark, Wilson, Craig Royaume-Uni                | Ingrid Petitjean & Nadège Douroux France                |
| 29er mixte          | Thomas Steven & Warren Jasper Australie            | White Byron & Ryan William Australie                       | Richardson Max & Groves Alex Royaume-Uni                |
| 49er mixte          | Luka Rodion & Leonchuk George Ukraine              | Christopher Draper & Simon Hiscocks Royaume-Uni            | Pietro Sibello & Gianfranco Sibello Italie              |
| Star hommes         | France Xavier Rohart Pascal Rambeau                | Brésil Torben Grael Marcelo Ferreira                       | Grande-Bretagne Iain Percy Steve Mitchell               |
| Finn                | Grande-Bretagne Ben Ainslie                        | Grèce Emilios Papathanasiou                                | Canada Chris Cook                                       |
| Tornado mixte       | Espagne Fernando Echavarri Anton Paz               | Grande-Bretagne Leigh Mcmillan William Howden              | France Xavier Revil Christophe Espagnon                 |
| Yngling             | États-Unis Sally Barkow Carrie Howe Debbie Capozzi | Nouvelle-Zélande Sharon Ferries Raynor Smeal Ashley Holtum | Russie Vlada Ilienko Yekaterina Kovalenko Natalya Gapon |